# جامعة موسكو الحكومية للهندسة المدنية
جامعة موسكو الحكومية للهندسة المدنية أو MICE (الروسية: Московский Государственный Строительный Университет - МГСУ) هي مؤسسة للتعليم العالي تقع في موسكو، روسيا.  يقع على طريق ياروسلافوسي السريع في منطقة ياروسلافسكي.
الجامعة حاصلة على مكانة الجامعة الوطنية للبحوث. جامعة موسكو الحكومية للهندسة المدنية (NRU MGSU) هي الجامعة الرائدة في الاتحاد الروسي في مجال البناء. تقوم جامعة موسكو الحكومية للهندسة المدنية بتدريب المهندسين والمتخصصين والمديرين من جميع المستويات في مجال الصناعة والمدنية والطاقة وإدارة البناء والبناء الخاص والفريد وأنظمة وتقنيات المعلومات وتصميم وأتمتة المباني والإنشاءات والمجمعات. جامعة موسكو الحكومية للهندسة المدنية لديها مجمعات مختبرات بحثية حديثة، تقدم دراسات في العلوم والتكنولوجيا. تمتلك الجامعة خبرة في التعاون الدولي مع المراكز العلمية والتعليمية من 30 دولة.

## تاريخ
تأسست جامعة موسكو الحكومية للأبحاث الوطنية للهندسة المدنية في عام 1921 تحت اسم معهد موسكو للهندسة المدنية (MICE). تأسست جامعة موسكو الحكومية للهندسة المدنية باعتبارها كلية هندسة مدنية متوسطة في عام 1907. جامعة موسكو الحكومية للهندسة المدنية في واحدة من أقدم المؤسسات التقنية للتعليم العالي في الاتحاد الروسي.
أنشأت الجامعة ستة أقسام بعد تأسيسها: الهندسة الصناعية والمدنية، وإمدادات المياه والتخلص من المياه، والهندسة المائية والتقنية الخاصة، والتزويد بالحرارة والغاز والتهوية، وميكنة وأتمتة الهندسة المدنية.
بحلول عام 1933، درس أكثر من 5000 طالب في المعهد، بدعم من 600 عضو هيئة تدريس. تمت كتابة الكتب المدرسية الروسية الأولى في الهندسة المدنية هناك وتم تنظيم مختبرات بحثية كبيرة مع دورات الدراسات العليا في ذلك الوقت. في عام 1935، تم تسمية جامعة موسكو الحكومية للهندسة المدنية على اسم VV كويبيشيف، واحتفظت بهذا اللقب حتى عام 1993 عندما أعيد تنظيمها في جامعة موسكو الحكومية للهندسة المدنية.
في السنوات التي أعقبت الحرب العالمية الثانية، تم إنشاء أقسام وكليات جديدة، وقرر المزيد من الطلاب الدراسة هناك، وازداد عدد أعضاء هيئة التدريس. كان علماء جامعة موسكو الحكومية للهندسة المدنية يقومون بتنفيذ البحوث الأكاديمية الأساسية. أجرى المعهد اتصالات وأقام شراكة علمية مع المعاهد الروسية والأجنبية.
في الستينيات والسبعينيات من القرن الماضي، تم إنشاء أقسام جديدة: «هندسة الحرارة والطاقة» و «الأنظمة الآلية للتحكم في البناء» وغيرها. تم بناء مختبرات وحرم جامعي جديد في منطقة موسكو، جنبًا إلى جنب مع مساكن الطلاب الجديدة.
ابتداءً من عام 1956، قضى طلاب جامعة موسكو الحكومية للهندسة المدنية سنويًا الفصل الصيفي في مواقع البناء.
على الرغم من أن الجامعة واجهت نقصًا في الميزانية في الثمانينيات والتسعينيات، استمر المعهد في التطور بنجاح.
في عام 1988، تم إنشاء الجمعية التعليمية والمنهجية لتخصصات الهندسة المدنية على أساس جامعة موسكو الحكومية للهندسة المدنية. وهي تتألف من 28 معهدًا تقنيًا للتعليم العالي وحوالي 1000 قسم للهندسة المدنية الصناعية والفنية والتقنية. تأسست الرابطة الدولية لمؤسسات التعليم العالي في الهندسة المدنية في عام 1991. يرأسها رئيس الجامعة الوطنية للبحوث جامعة موسكو الحكومية للهندسة المدنية، أندريه أناتوليفيتش فولكوف.
في عام 1993، غير المعهد وضعه. تم تغيير اسمها إلى جامعة موسكو الحكومية للهندسة المدنية (جامعة موسكو الحكومية للهندسة المدنية). في عام 2010، منحت الجامعة مكانة جامعة الأبحاث الوطنية، حيث نفذت نشاطًا تعليميًا وأكاديميًا على أساس مبادئ تكامل العلوم والتعليم.